# Franc Kokoravec
Franc Kokoravec, slovenski častnik, veteran vojne za Slovenijo.

## Vojaška kariera
- vodja odseka zvez, RŠTO (1991)

## Odlikovanja in priznanja
- zlata medalja generala Maistra z meči (31. januar 1992)
- spominski znak Obranili domovino 1991
- spominski znak Premik 1991 (23. september 1997)
- spominski znak Republiška koordinacija 1991[1]